# Ironwood
Ironwood – miasto w Stanach Zjednoczonych w stanie Michigan, przy granicy ze stanem Wisconsin.
Ludność 6 293 (2000), powierzchnia 17 km², gęstość zaludnienia 371 os./km². 97,52% mieszkańców to biali.
W miejscowości znajduje się skocznia narciarska „Copper Peak”, o punkcie K wynoszącym 170 m. Rekordzistami tego obiektu są Mathias Wallner i Werner Schuster, którzy w zawodach Pucharu Kontynentalnego w skokach narciarskich w 1994 r. skoczyli po 158 m.